# Мордехай Мілгром
Мордехай (Моті) Мілгром (івр. מרדכי מילגרום ‎англ. Mordehai Milgrom, нар. 1946) — ізраїльський фізик, професор кафедри фізики елементарних частинок та астрофізики в Інституті Вейцмана (Реховот, Ізраїль). Відомий своєю теорієюмодифікованої ньютонівської динаміки, яка дозволяє пояснити криві обертання галактик, не вдаючись до гіпотези про темну матерію.

## Біографія та наукова діяльність
Народився в Румунії, ще дитиною емігрував із сім'єю до Ізраїлю. У 1966 році отримав ступінь бакалавра в Єврейському університеті. Пізніше навчався в Інституті Вейцмана, захистив там докторський ступінь у 1972 році.
Викладає в Інституті Вейцмана. У період 1980—1981 і 1985—1986 років працював в Інституті перспективних досліджень у Принстоні. Одружений, має трьох доньок.
1981 року. Мілгром висловив ідею про те, що другий закон Ньютона має бути модифікований для малих прискорень. У 1983 році, розвиваючи цю ідею, він опублікував теорію «модифікованої ньютонівської динаміки».

## Основні праці
- Milgrom, Mordehai (Aug 2002), Does Dark Matter Really Exist?, Scientific American, с. 42—50, 52
- Milgrom, Mordehai. MOND - A Pedagogical Review - M. Milgrom, 2001
- Milgrom, Mordehai. M. Milgrom @ Astrophysics Data System